# Fidelio
Fidelio (Op. 72b) è un'opera in due atti di Ludwig van Beethoven su libretto di Joseph Sonnleithner e Georg Friedrich Treitschke.
La prima rappresentazione fu data il 20 novembre 1805 al Theater an der Wien (Vienna) e fu diretta da Ignaz von Seyfried.

## La genesi diFidelio
Fidelio è l'unica opera lirica realizzata da Beethoven. Nel 1804 il compositore rimase affascinato da Léonore ou l'amour conjugal di Jean-Nicolas Bouilly.
Il lavoro beethoveniano è pervenuto in tre versioni, ognuna piuttosto diversa dall'altra, di cui nelle moderne esecuzioni di prassi, solamente la prima e la terza sarebbero da considerarsi come "ufficiali". È da tenere presente, comunque, che la versione originaria (quella che poi verrà considerata come la prima) del Singspiel in tre atti (nella seconda e terza versione gli atti poi furono ridotti a due), presentata il 20 novembre 1805 al Theater an der Wien non portava il titolo di Fidelio, titolo quest'ultimo inserito dall'autore solo per la terza e definitiva versione, bensì quello di Leonore. Leonore oder die eheliche Liebe (Op. 72) (Leonora ossia l'amor coniugale) non incontrò il favore del pubblico tanto che Beethoven fu costretto a ritirare l'opera.
Gran parte dell'insuccesso fu dovuto, quasi sicuramente, all'eccessiva lunghezza del lavoro. Un notevole peso dovette avere anche il momento storico molto travagliato per Vienna, che proprio in quei giorni era stata invasa dall'esercito napoleonico, creando un clima di generale paura per la città e i suoi abitanti. Non si può, infatti, tacere sul peso anche politico del Fidelio, il cui tema della lotta contro la tirannia e dell'affermazione della libertà e della giustizia, estremamente caro a Beethoven al di là della contingenza storica, poteva trovare diretta giustificazione nella situazione in cui si trovava la città austriaca.
Nonostante le aspre critiche di chi accusava Beethoven di non sapere scrivere per le voci, di trattarle indistintamente come strumenti e di essere poco avvezzo al genere teatrale, egli arrangiò, avvalendosi di un libretto revisionato dall'amico Stephan von Breuning, una nuova versione in due atti del lavoro, ripresentata l'anno successivo (29 marzo 1806) sempre con il titolo Leonore (Op. 72a) al Theater an der Wien, ma con non migliori esiti, tanto da costringerlo a ritirarlo nuovamente. Solo otto anni dopo (1814), dietro richiesta del Theater am Kärntnertor, Beethoven tornò ancora una volta su Leonore avvalendosi della collaborazione di Georg Friedrich Treitschke, che corresse il libretto migliorandolo dal punto di vista teatrale. La versione definitiva con il nuovo titolo questa volta cambiato in Fidelio andò in scena in quello stesso anno con successo il 23 maggio con Johann Michael Vogl come Don Pizarro.
Il segno più evidente del lungo travaglio compositivo è costituito dalle quattro ouverture scritte da Beethoven per il Singspiel: due nel 1804, una nel 1805 e un'ultima (quella definitiva) nel 1814. Il compositore così descriveva la sua opera: «Di tutte le mie creature, il Fidelio è quella la cui nascita mi è costata i più aspri dolori, quella che mi ha procurato i maggiori dispiaceri. Per questo è anche la più cara; su tutte le altre mie opere, la considero degna di essere conservata e utilizzata per la scienza dell'arte».

## Le ouverture diFidelio
Beethoven sentiva la necessità di comporre un'appropriata ouverture per Fidelio e ne compose complessivamente quattro versioni. La versione composta per la Prima del 1805 è il rifacimento dell'ouverture oggi nota come Leonore No. 1 (Op. 138). Il risultato di questo rifacimento è l'ouverture che al giorno d'oggi è nota con il titolo di Leonore No. 2 (op. 72). Quindi Beethoven partì da quest'ultima realizzazione per poi creare la Leonore No. 3 (Op. 72a) per le rappresentazioni del 1806. Quest'ultima è considerata da molti come la migliore delle quattro ouverture, sia per l'intensità drammatica, sia per il grande respiro sinfonico, ma aveva il difetto di sovrastare la scena iniziale dell'opera e di prefigurarne il finale, anticipando lo squillo di tromba risolutivo (raffigurante l'arrivo di don Fernando). L'una e l'altra ebbero grande fortuna come pagine orchestrali a sé stanti, ma proprio per la loro grandezza furono giudicate inadatte a fare da premessa a un'opera le cui prime scene presentano un carattere di commedia borghese. Beethoven quindi decise di apporre ulteriori modifiche (che abbandonò poco dopo) per una presunta rappresentazione del 1807 a Praga, che comunque non ebbe mai luogo. La versione che oggi è chiamata Leonore No. 1 (Op. 138), che in realtà era stata già scritta nel 1805, verrà solamente eseguita postuma e mai entrerà a far parte delle tormentate vicende creative del Fidelio . Nel 1814 Beethoven ne scrisse la versione definitiva (Op. 72b), molto più snella, che sembra adattarsi meglio per l'inizio dell'opera.
Le intenzioni finali di Beethoven sono generalmente rispettate oggi durante le rappresentazioni contemporanee. Gustav Mahler introdusse la pratica, comune fino alla metà del XX secolo, di suonare la Leonore No. 3 nel cambio di scena del secondo atto: alcuni direttori continuano tale usanza.

## Trama

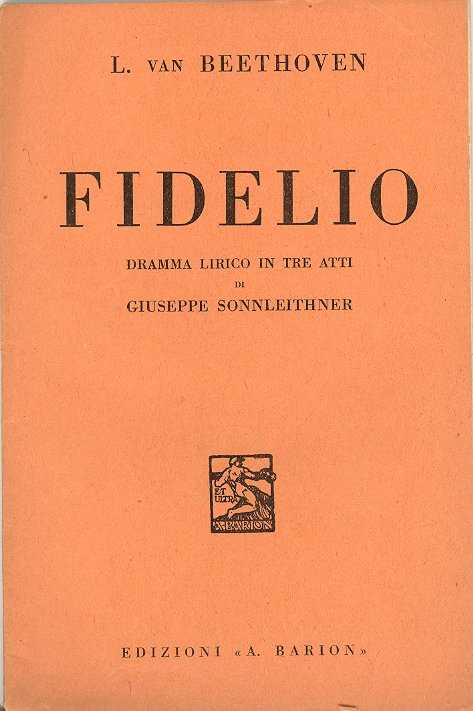
Libretto Edizione Barion

Il soggetto è tratto da Léonore ou l'amour conjugal di Jean-Nicolas Bouilly, scritto a suo tempo per il musicista Pierre Gaveaux, e si basa su di un fatto realmente accaduto nella Francia del periodo del Terrore, di cui l'autore (all'epoca accusatore pubblico del tribunale rivoluzionario di Tours) parla anche nei suoi Mémoires.

### Atto I
L'azione si svolge interamente in una prigione a breve distanza da Siviglia, nel XVII secolo.

Don Pizarro, governatore della prigione, vi ha fatto imprigionare con false accuse Florestan, suo personale avversario. La moglie di questi, Leonore, per ritrovarlo si traveste da uomo e assume l'identità di Fidelio. Le informazioni raccolte la indirizzano proprio verso il carcere di don Pizarro: qui, per scoprire se Florestan è tra i prigionieri, fa in modo di entrare nelle grazie del carceriere Rocco, entrando involontariamente anche in quelle di Marzelline, la figlia di lui, che se ne invaghisce sdegnando le attenzioni di Jaquino, un giovane portiere.
Don Pizarro viene informato con una lettera dell'imminente arrivo del ministro di stato Don Fernando: temendo che questi possa scoprire l'arbitrio commesso con l'arresto illegale di Florestan, ordina l'uccisione del prigioniero a Rocco, che però rifiuta di eseguirla. Pizarro è dunque costretto a commettere personalmente il delitto, mentre Rocco promette di scavare la fossa dove seppellire il corpo. Fidelio assiste al colloquio e sospetta che il prigioniero da uccidere sia Florestan; convince allora Rocco a far uscire in cortile tutti i prigionieri, ma Florestan non è tra questi: Fidelio non può far altro che seguire Rocco nelle segrete per aiutarlo a scavare la fossa. Pizarro, furioso per la liberazione dei prigionieri, chiede spiegazioni: Rocco dice che è in onore dell'onomastico del Re. Pizarro ordina ai prigionieri di rientrare subito nelle loro celle.

### Atto II
Florestan, incatenato nella cella più angusta del carcere, si lamenta della perduta libertà. Entrano Rocco e Fidelio, deciso a salvare il prigioniero chiunque egli sia: non appena ne ode la voce invocare il nome "Leonore", riconosce subito in lui il marito. Quando don Pizarro arriva per ucciderlo, Fidelio lo affronta e gli rivela la sua identità, ma il governatore reagisce minacciando di ucciderli entrambi.
Un attimo prima che Pizarro possa compiere il duplice omicidio, uno squillo di tromba annuncia l'arrivo del ministro. Il governatore fugge, mentre Leonore e Florestan si abbracciano esultanti. Il ministro, fattosi raccontare da Rocco le crudeltà di Pizarro, dà ordine che i prigionieri siano liberati. Leonore toglie personalmente le catene al marito e, mentre don Pizarro viene condannato a morte, si leva un coro in lode dell'eroina.

## Struttura dell'opera
- Ouverture

### Atto I
- N. 1 - Duetto fra Jaquino e Marzelline Jetzt, Schätzchen, jetzt sind wir allein
- N. 2 - Aria di Marzelline O wär ich schon mit dir vereint
- N. 3 - Quartetto Mir ist so wunderbar (Marzelline, Leonore, Rocco, Jaquino)
- N. 4 - Aria di Rocco Hat man nicht auch Gold beineben
- N. 5 - Terzetto fra Rocco, Leonore e Marzelline Gut, Söhnchen, gut
- N. 6 - Marcia
- N. 7 - Aria di Pizarro Ha, welch ein Augenblick
- N. 8 - Duetto fra Pizarro e Rocco Jetzt, Alter, jetzt hat es Eile
- N. 9 - Finale I O welche Lust, in freier Luft (Coro, Leonore, Rocco, Marzelline, Jaquino, Pizarro)

### Atto II
- N. 10 - Introduzione ed Aria di Florestan Gott, welch Dunkel hier! O grauenvolle Stille! - In des Lebens Frühlingstagen
- N. 11 - Melodram e Duetto fra Rocco e Leonore Wie kalt ist es in diesem unterirdischen Gewölbe! - Nur hurtig fort, nur frisch gegraben
- N. 12 - Terzetto fra Florestan, Rocco e Leonore Euch werde Lohn in bessern Welten
- N. 13 - Quartetto Er sterbe! Doch er soll erst wissen (Pizarro, Florestan, Leonore, Rocco)
- N. 14 - Duetto fra Leonore e Florestan O namenlose Freude!
- N. 15 - Finale II Heil! (Coro, Fernando, Rocco, Pizarro, Leonore, Florestan, Marzelline, Jacquino)

## Prime rappresentazioni
Il 27 novembre 1814 va in scena a Praga diretta da Carl Maria von Weber con Johann Michael Vogl. Il 10 ottobre 1815 avviene la prima nel Staatsoper Unter den Linden di Berlino, il 22 maggio 1816 nell'Opera di Amburgo ed il 29 aprile 1823 a Dresda diretta da von Weber. Nel 1829 avviene la prima nel Théâtre-Italien di Parigi. Nel Regno Unito la prima è stata il 18 maggio 1832 al King's Theatre (oggi His Majesty's Theatre) in Haymarket di Londra con Maria Malibran, al Royal Opera House il 12 giugno 1835, con la Malibran in inglese, per la Alfred Bunn Opera Company ed al Theatre Royal di Edimburgo il 23 dicembre 1853. Nel 1839 va in scena a New York ed a Pest, nel 1841 a Lione, nel 1849 al Drury Lane di Londra, nel 1856 per il Broadway theatre, nel 1860 nel Théâtre Lyrique di Parigi nella versione francese di Jules Barbier e Michel Carré come Fidèlio e nel 1863 a Filadelfia. Al Wiener Staatsoper la prima è stata il 10 giugno 1869. In Italia la prima è stata il 15 maggio 1883 al Teatro dal Verme di Milano diretta da Anton Seidl ed il 4 febbraio 1886 avviene la prima nel Teatro Apollo di Roma, diretta da Edoardo Mascheroni.

## Discografia
| Anno | Cast (Leonore/Fidelio, Florestan, Don Pizarro, Marzelline, Jaquino, Rocco, Don Fernando)                                                     | Direttore              | Etichetta                         |
| ---- | --- | ---------------------- | --------------------------------- |
| 1938 | Kirsten Flagstad, René Maison, Friedrich Schorr, Marita Farell, Karl Laufkötter, Emanuel List, Arnold Gabor                                  | Artur Bodanzky         | Lys                               |
| 1941 | Kirsten Flagstad, René Maison, Julius Huehn, Marita Farell, Karl Laufkötter, Alexander Kipnis, Herbert Janssen                               | Bruno Walter           | Lys                               |
| 1944 | Hilde Konetzni, Torsten Ralf, Paul Schöffler, Herbert Alsen, Irmgard Seefried, Wiener Staatsoper                                             | Karl Böhm              | LP: Vox                           |
| 1944 | Rose Bampton, Jan Peerce, Herbert Janssen, Eleanor Steber, Joseph Laderoute, Sidor Belarsky, Nicola Moscona                                  | Arturo Toscanini       | RCA                               |
| 1948 | Erna Schlüter, Julius Patzak, Ferdinand Frantz, Herbert Alsen, Lisa Della Casa, Wiener Philharmoniker                                        | Wilhelm Furtwängler    | CD: Cantus-Line (Da Music) (2002) |
| 1950 | Kirsten Flagstad, Julius Patzak, Paul Schöffler, Elisabeth Schwarzkopf, Anton Dermota, Josef Greindl, Hans Braun                             | Wilhelm Furtwängler    | EMI                               |
| 1951 | Kirsten Flagstad, Set Svanholm, Paul Schöffler, Nadine Conner, Paul Klein, Dezsö Ernster, Jerome Hines                                       | Bruno Walter           | Raritas                           |
| 1953 | Martha Mödl, Wolfgang Windgassen, Otto Edelmann, Sena Jurinac, Rudolf Schock, Gottlob Frick, Hans Braun                                      | Wilhelm Furtwängler    | EMI                               |
| 1955 | Martha Mödl, Anton Dermota, Paul Schöffler, Irmgard Seefried, Waldemar Kmentt, Ludwig Weber, Karl Kamann                                     | Karl Böhm              | Melodram                          |
| 1956 | Birgit Nilsson, Hans Hopf, Paul Schöffler, Ingeborg Wenglor, Gerhard Unger, Gottlob Frick, Hans Braun                                        | Erich Kleiber          | Arkadia                           |
| 1957 | Leonie Rysanek, Ernst Häfliger, Dietrich Fischer-Dieskau, Irmgard Seefried, Friedrich Lenz, Gottlob Frick, Kieth Engen                       | Ferenc Fricsay         | DG                                |
| 1961 | Sena Jurinac, Jan Peerce, Gustav Neidlinger, Maria Stader, Murray Dickie, Dezsö Ernster, Frederick Guthrie                                   | Hans Knappertsbusch    | MCA                               |
| 1962 | Christa Ludwig, Jon Vickers, Walter Berry, Ingeborg Hallstein, Gerhard Unger, Gottlob Frick, Franz Crass                                     | Otto Klemperer         | EMI                               |
| 1964 | Birgit Nilsson, James MacCracken, Tom Krause, Graziella Sciutti, Donald Grobe, Kurt Böhme, Hermann Prey                                      | Lorin Maazel           | Decca                             |
| 1968 | Gwyneth Jones, James King, Theo Adam, Edith Mathis, Peter Schreier, Martti Talvela, Franz Crass                                              | Karl Böhm              | DG                                |
| 1970 | Helga Dernesch, Jon Vickers, Zoltan Kélémen, Helen Donath, Horst Laubenthal, Karl Ridderbusch, José van Dam                                  | Herbert von Karajan    | EMI                               |
| 1970 | Birgit Nilsson, Ludovic Spiess, Theo Adam, Helen Donath, Gerhard Unger, Franz Crass, Siegfried Vogel                                         | Leonard Bernstein      | Arkadia                           |
| 1976 | Teresa Kubiak, Jon Vickers, Richard Van Allan, Donald Gramm, Magdalena Falewicz                                                              | Sarah Caldwell         | CD: VAI                           |
| 1978 | Gundula Janowitz, René Kollo, Hans Sotin, Lucia Popp, Adolf Dallapozza, Manfred Jungwirth, Dietrich Fischer-Dieskau                          | Leonard Bernstein      | DG                                |
| 1979 | Hildegard Behrens, Peter Hofmann, Theo Adam, Sona Ghazarian, David Kuebler, Hans Sotin, Gwynne Howell                                        | Georg Solti            | Decca                             |
| 1979 | Elisabeth Söderström, Anton de Ridder, Robert Allman, Elizabeth Gale, Ian Caley                                                              | Bernard Haitink        | IMP Picwick                       |
| 1981 | Jeannine Altmeyer, Siegfried Jerusalem, Siegmund Nimsgern, Carola Nossek, Rüdiger Wohlers, Peter Meven, Theo Adams                           | Kurt Masur             | Eurodisc                          |
| 1989 | Jessye Norman, Reiner Goldberg, Ekkehard Wlaschiha, Pamela Coburn, Hans-Peter Blochwitz, Kurt Moll, Andreas Schmidt                          | Bernard Haitink        | Philips                           |
| 1991 | Karita Mattila, Robert Schunk, Simon Estes, Teresa Stratas, Francisco Araiza, John Tomlinson, Robert Lloyd                                   | Neville Marriner       | Philips                           |
| 1992 | Gabriele Schnaut, Josef Protschka, Hartmut Welker, Ruth Ziesak, Uwe Heilmann, Kurt Rydl, Tom Krause                                          | Christoph von Dohnanyi | Decca                             |
| 1994 | Charlotte Margiono, Peter Seiffert, Sergej Lejferkus, Barbara Bonney, Deon van der Walt, László Polgár, Boje Skovhus                         | Nikolaus Harnoncourt   | Teldec                            |
| 1996 | Deborah Voigt, Ben Heppner, Günter von Kannen, Elizabeth Norberg-Schulz, Michael Schade, Matthias Hölle, Thomas Quastoff                     | Colin Davis            | RCA                               |
| 1996 | Gabriela Beṋačková, Anthony Rolfe-Johnson, Franz-Josef Kapellmann, Ildikó Raimondi, John Mark Ainsley, Siegfried Vogel, David Wilson-Johnson | Charles Mackerras      | Telarc                            |
| 1999 | Waltraud Meier, Plácido Domingo, Falk Struckmann, René Pape, Soile Isokoski                                                                  | Daniel Barenboim       | CD: Warner classics               |
| 2010 | Nina Stemme, Jonas Kaufmann, Falk Struckmann, Christof Fischesser, Rachel Harnisch                                                           | Claudio Abbado         | CD: Decca                         |

### Incisioni delle prime due versioni dell'opera

#### Leonore (1805)
| Anno | Cast (Leonore/Fidelio, Florestan, Don Pizarro, Marzelline, Jaquino, Rocco, Don Fernando)                            | Direttore           | Etichetta |
| ---- | --- | ------------------- | --------- |
| 1976 | Edda Moser, Richard Cassily, Theo Adam, Helen Donath, Eberhard Büchner, Karl Ridderbusch, Hermann Christian Polster | Herbert Blomstedt   | EMI       |
| 1996 | Hillevi Martinpelto, Kim Begley, Matthew Best, Christiane Oelze, Michael Schade, Franz Hawlata, Alastair Miles      | John Eliot Gardiner | Archiv    |

#### Fidelio (1806)
| Anno | Cast (Leonore/Fidelio, Florestan, Don Pizarro, Marzelline, Jaquino, Rocco, Don Fernando) | Direttore     | Etichetta |
| ---- | ---------------------------------------------------------------------------------------- | ------------- | --------- |
| 1997 | Pamela Coburn, Mark Baker, Jean-Philippe Lafont, Christine Barbaux, Victor van Halem     | Marc Soustrot |           |

## Videografia
| Anno | Cast (Leonore/Fidelio, Florestan, Don Pizarro, Marzelline, Jaquino, Rocco, Don Fernando)                          | Direttore              | Regista      | Etichetta       |
| ---- | --- | ---------------------- | ------------ | --------------- |
| 1979 | Elisabeth Söderström, Anton de Ridder, Robert Allman, Elisabeth Gale, Ian Caley, Curt Appelgren, Michael Langdon  | Bernard Haitink        | Peter Hall   | Imp Pickwick    |
| 1991 | Gabriela Beňacková, Josef Protschka, Monte Pederson, Marie McLaughlin, Neill Archer, Robert Lloyd, Hans Tschammer | Christoph van Dohnányi | Adolf Dresen | Pioneer Artists |
| 2000 | Karita Mattila, Ben Heppner, Flak Struckmann, Jennifer Welch-Babidge, Matthew Polenzani, René Pepe, Robert Lloyd  | James Levine           | Jürgen Flimm | Deutsche Gramm. |